# Harry Naujoks
Harry Naujoks (né le 18 septembre 1901 à Harbourg, mort le 20 octobre 1983 à Hambourg) est un résistant allemand au nazisme.

## Biographie
Naujoks apprend à Hambourg le métier de chaudronnier et s'engage politiquement dans le KPD. En octobre 1923, il devient président de le section hambourgeoise de la Ligue des jeunes communistes d'Allemagne. En 1926, il épouse Martha Pleul, avec qui il a un fils Rainer.
Plus tard, il est responsable de l'organisation du KPD à Barmbek. À partir de 1932, il est responsable de l'arrondissement de Wasserkante. Il est arrêté début mars 1933 et envoyé au camp de concentration de Fuhlsbüttel en mai. Lorsqu'il est libéré le 1er juin, il milite illégalement en tant que directeur politique du district de nord-ouest à Brême. En août 1933, Harry Naujoks est de nouveau arrêté et amené au camp de concentration Langenlütjen I, un fort dans l'estuaire de la Weser, début 1934 dans le camp de concentration d'Ochtumsand, puis au centre de détention de Brême. Le 29 octobre 1934, il est condamné à deux ans et trois mois d'emprisonnement pour "préparation à la haute trahison". Il purge sa peine dans le pénitencier de Brême-Oslebshausen. Il est ensuite emprisonné dans le camp de concentration de Fuhlsbüttel et du pays de l'Ems. En 1936, il est transféré à l'ouverture du camp de concentration d'Oranienbourg-Sachsenhausen. Son épouse, Martha Naujoks, a émigré en Union soviétique. Harry Naujoks doit divorcer, mais il refuse.
Depuis novembre 1936, Harry Naujoks est emprisonné dans la partie autonome du camp et est nommé en 1939 « en raison de son calme inébranlable et de son talent d'organisation » dans le camp des aînés. En novembre 1942, il est déporté dans le camp de concentration de Flossenbürg avec dix-sept autres membres du comité communiste pour une condamnation d'extermination par le travail.
Son frère, Henry Naujoks, est également résistant. Il est arrêté, envoyé dans le camp de concentration de Fuhlsbüttel et purge le 2 décembre 1935 une peine de cinq ans d'emprisonnement dans la prison de Hambourg-Fuhlsbüttel. Il meurt à la suite de sa détention le 23 janvier 1945.
Après la Seconde Guerre mondiale, Naujok assume la présidence de la section de Hambourg du PC et reste politiquement actif même après l'interdiction du KPD en 1956. Il est président de l'association des anciens prisonniers d'Oranienbourg-Sachsenhausen en Allemagne de l'Ouest et membre du comité international de Sachsenhausen. En tant que communiste, il s'implique dans l'Association des persécutés du régime nazi.
Harry Naujoks devient le chroniqueur des crimes nazis dans le camp de concentration de Sachsenhausen, notamment l'action Arbeitsscheu Reich en juin 1938 et l'assassinat de la SS contre les prisonniers homosexuels en 1942. Harry Naujoks écrit ses propres souvenirs et ses conversations avec d'anciens détenus. Il fournit une image détaillée de la vie et des travaux de résistance dans le camp de concentration de Sachsenhausen. Les enregistrements sont publiés en 1987 par son épouse Martha et Ursel Hochmuth sous forme de livre sous le titre Mein Leben im KZ Sachsenhausen 1936–1942. En 1989, il paraît en RDA. La bibliothèque de Martha et Harry Naujoks, 2 400 volumes, est léguée au mémorial de Sachsenhausen.